# Tierradentro
Tierradentro is een archeologische site van 19.000 m² in het departement Cauca in Colombia waar grafkamers en monumentale beelden van menselijke figuren zijn gevonden. De belangrijkste archeologische plaatsen van het park zijn Alto de Segovia, Alto del Duende, Loma de San Andrés, Alto del Aguacate en El Tablón. Het gebied wordt nu bewoond door de Paez.
De Spanjaarden gaven aan het gebied de naam "Tierra Adentro" (Het land van binnen), omdat het hooggebergte van de Cordillera Central moeilijk toegankelijk was. De hoge pieken wekten bij hen de indruk dat ze werden ingesloten door de bergen.

## Geschiedenis

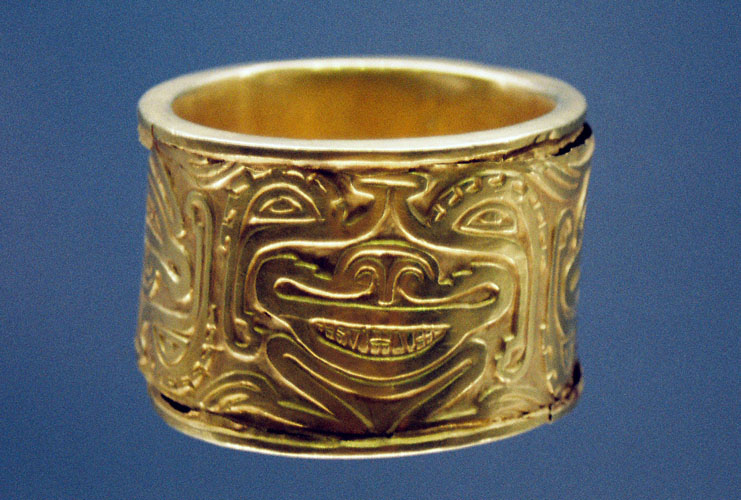
Gouden armband van de Tierradentro

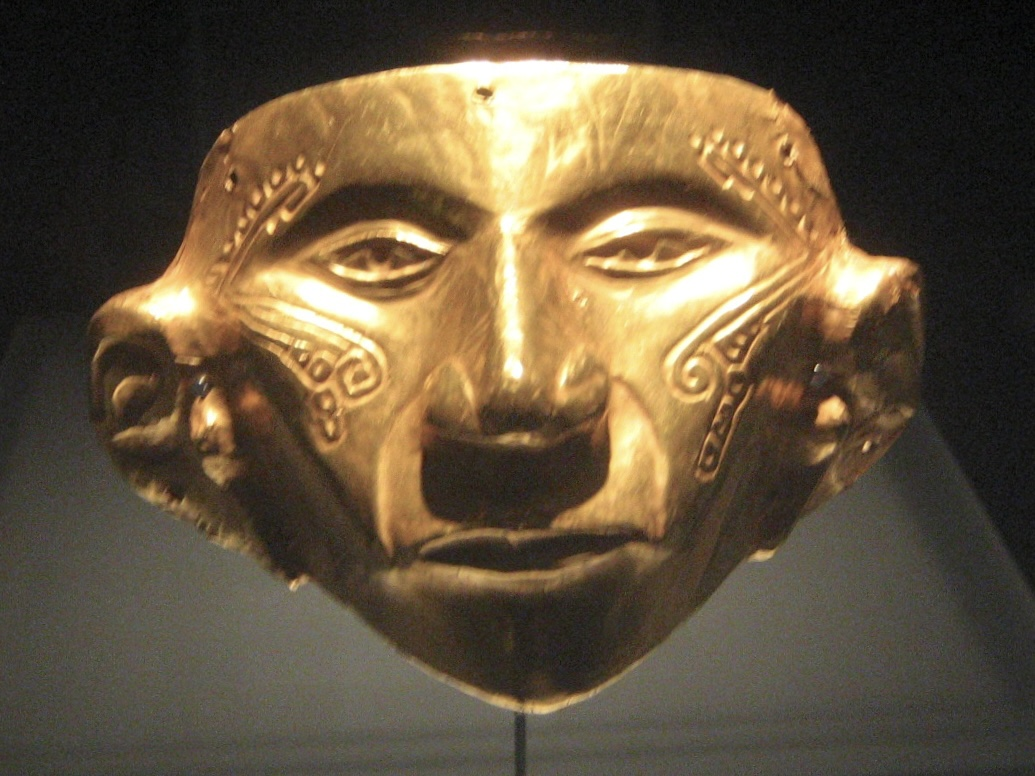
Gouden gezicht van de Tierradentro

Van 500 tot 900 na Christus werd dit gebied al bewoond door landbouwers.
In de valleien woonden ze in samenlevingsgroepen, op de hellingen verspreid. Op aangelegde terrassen bouwden ze ovale huizen met een rieten dak, en vitselstek muren. Ze verbouwden maïs, pompoenen, bonen, yucca en aardappelen, en jaagden op klein wild en vis. Ze vervaardigden textiel en keramiek. Keramiek was zeer ontwikkeld en werd voor begrafenisrituelen gebruikt. Hun culturele eigenschappen zijn vergelijkbaar met die van San Agustín. Deze overeenkomsten kunnen worden waargenomen in kenmerken van keramiek, sieraden en beelden. De grafkamers zijn kenmerkend voor deze streek. Ze zijn gegroepeerd onder de heuveltoppen of berghellingen.
Archeologen hebben honderden grafkamers ontdekt en door koolstofdatering weet men dat de graven dateren uit de periode tussen 500 en 900 n. Chr.

## Grafkamers

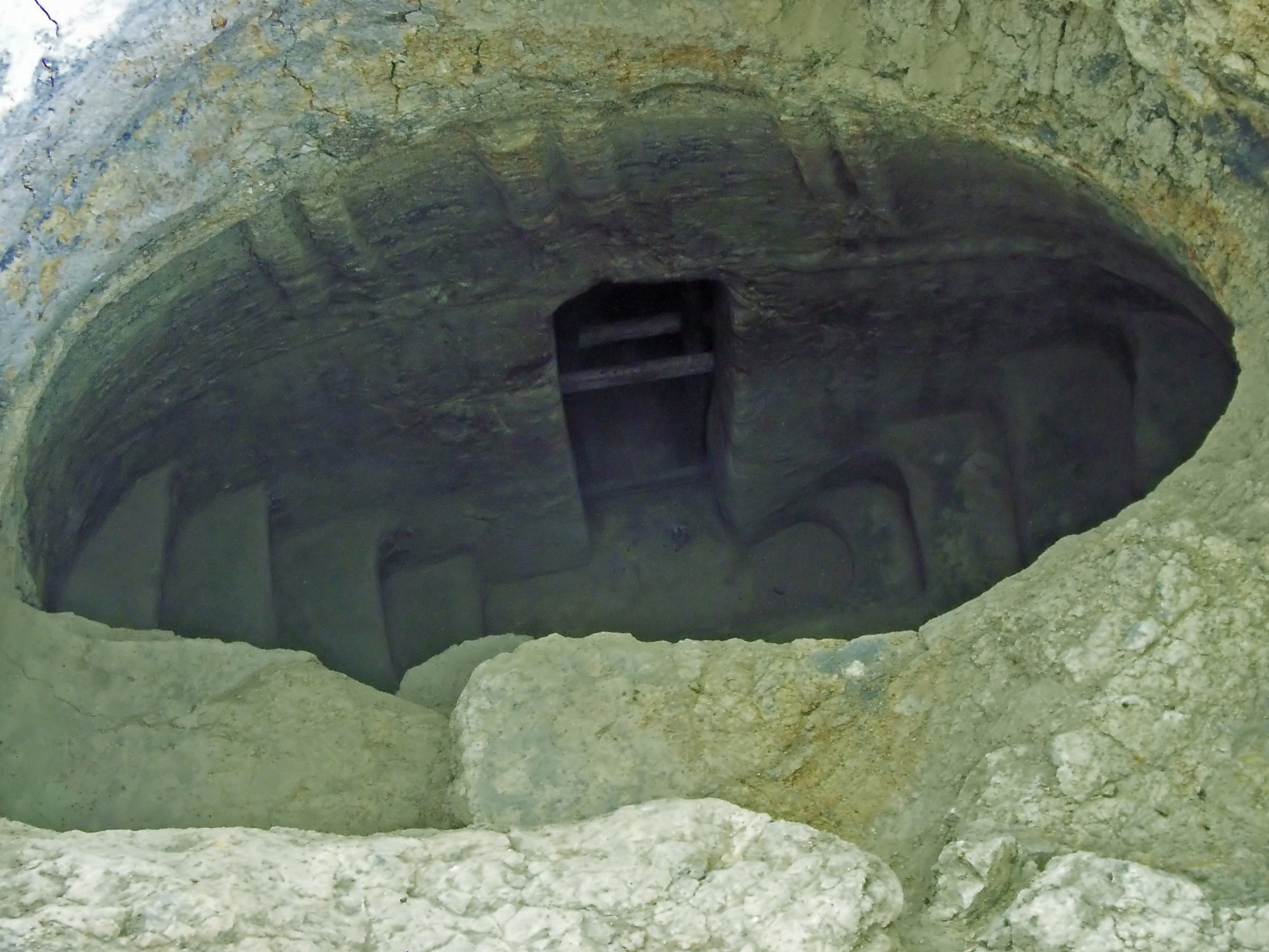
Toegang tot een grafkamer door middel van een trap

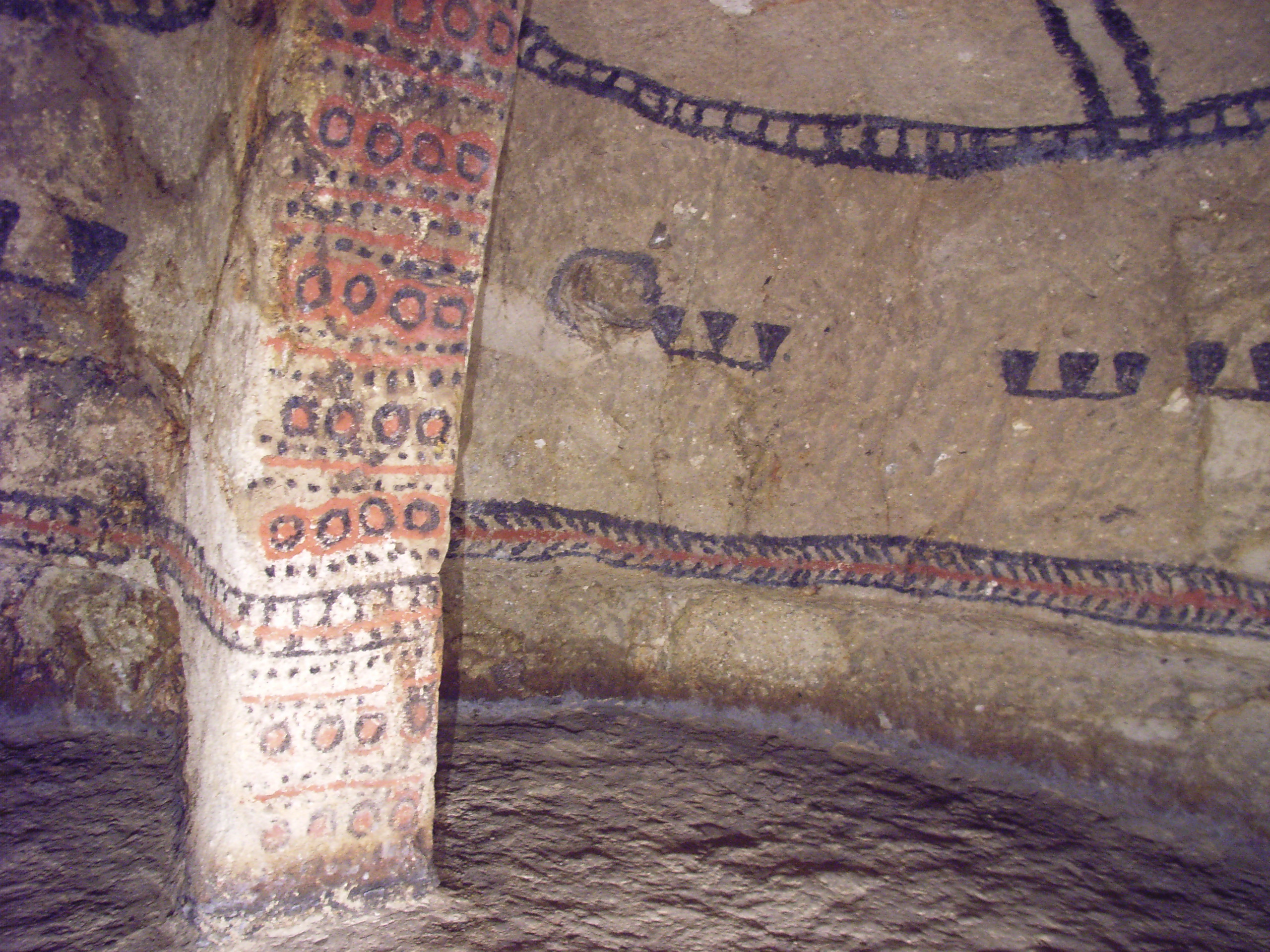
Grafkamer van de Tierradentro cultuur

De grafkamers werden uitgegraven onder heuvelruggen en ze bestaan uit een schacht met een rechte, een zigzag- of een wenteltrap die leidt naar de ingang van de grafkamer. Ze werden uitgehouwen in de daar aanwezige tufsteen, een niet zo hard vulkanisch gesteente. De kamer is in het algemeen samengesteld uit nissen en pilasters. In de grootste graven wordt het plafond van de ruimte gesteund door twee of drie pilaren. De muren, pilaren en plafonds van de grafkamers zijn vaak versierd met tekeningen van geometrische, antropomorfe en zoömorfe vormen, met gebruik van rode en zwarte kleurstoffen op een witte kleilaag. De kleinere kamers liggen op 2,5 tot 7 meter diepte met een ovale vloer van 2,5 tot 3 meter in diameter. De grotere kunnen een diameter van 10 tot 12 meter hebben.

## Begrafenisrituelen
Volgens de onderzoekers Alvaro Chaves en Mauricio Puerta bestonden de begrafenisrituelen uit twee etappes:
- de primaire (individuele) begrafenis, die de bouw van een ondiep graf inhield. Het lichaam lag daar met enkele persoonlijke voorwerpen en voedsel voor de overgang naar de nieuwe wereld;
- de secundaire (collectieve) begrafenis in een grafkamer. In deze kamers werden aardewerken urnen gevonden met daarin de opgegraven resten van menselijke beenderen van een of meer personen.

## Behoud

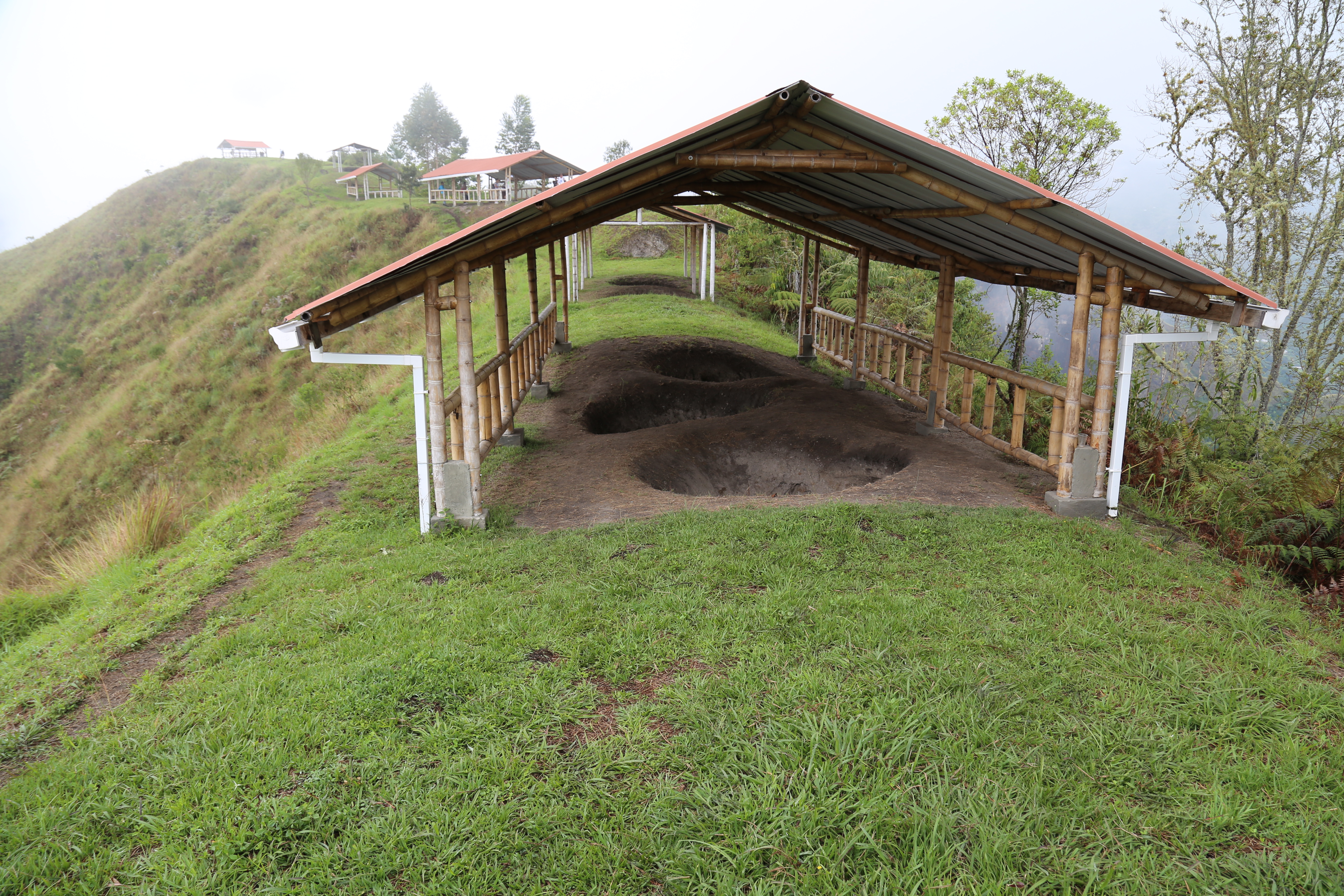
Bescherming van de graven tegen weersinvloeden, hier in Alto del Aguacate

De monnik Juan de Santa Gertrudis bezocht het gebied in 1756. Hij schreef als eerste over de graven in zijn boek Maravillas de La Naturaleza.
In 1936 werden onder leiding van de Duitse geoloog Georg Bürg de eerste studies van het gebied uitgevoerd en werden de open graven van de Alto de Segovia bedekt met bamboe en riet om binnendringen van regenwater te voorkomen. Deze bescherming zou in 1945, het jaar van oprichting van het nationale park, worden vervangen door metalen constructies.
In de jaren 1970 hebben de antropologen Mauricio Puerta en Alvaro Chaves sommige graven schoongemaakt en gerepareerd, en de graven afgesloten die te veel waren beschadigd. Standbeelden werden eveneens schoongemaakt.
Sindsdien zijn diverse werkzaamheden gaande: het wegpompen van water uit de graven, het bestendigen van de constructie en muurschilderingen (de luchtvochtigheid is een groot probleem, omdat het schade toebrengt aan de schilderingen en het de constructie verzwakt), verbeteringen aan de beschermingsdaken, enzovoort.

## Nationaal Archeologisch Park
Het Nationaal Archeologisch Park van Tierradentro werd opgericht in 1945 en valt onder de verantwoordelijkheid van het Ministerie van Onderwijs. Bovendien werd het in 1992 een historisch monument na het besluit van de Nationale Monumenten Raad. Het Colombiaanse Instituut voor Antropologie en Geschiedenis (ICANH) is verantwoordelijk voor het park. Het park biedt een archeologisch en een etnografisch museum.
Het werd in 1995 door de UNESCO op de Werelderfgoedlijst bijgeschreven.